# 抗原轉變

美国国家过敏和传染病研究所展示的流感病毒抗原转变（基因重排）

抗原转变（英文：Antigenic shift）又称抗原转换、抗原移型、抗原性转变，是病毒突变的一类形式，指某种病毒不同毒株，或者不同病毒之间，互相融合而重组形成新的病毒亚型的过程，该亚型拥有原本各毒株表面抗原的混合型。 抗原转变一般发生于流感病毒上，但也可以发生在其他病毒上（譬如羊的Visna病毒）。 抗原转变是会导致表型变化的基因重排的一种特殊类型。
1940年代，美国微生物学家莫里斯·希勒曼发现了抗原转变现象。抗原转变与抗原漂变不同，后者是指已知病毒毒株随时间的自然突变，可能造成人对其的免疫丧失或疫苗失效。抗原漂变出现在所有人类流感病毒中，包括甲型流感病毒、乙型流感病毒、丙型流感病毒。而抗原转变只发生在甲型流感病毒上，因为该病毒可以感染人以外的物种； 受影响的物种包括其他哺乳动物和鸟类，这给了甲型病毒进行较大表面抗原重组的机会。乙型和丙型病毒则基本只感染人类，因此能导致重大表型变化的基因重排很难发生。